# Achey
Achey é uma comuna francesa na região administrativa de Borgonha-Franco-Condado, no departamento de Alto Sona. Estende-se por uma área de 7,05 km². Em 2010 a comuna tinha 72 habitantes (densidade: 10,2 hab./km²).